# Правенци
Правенци (болг. Правенци) — село в Болгарии. Находится в Шуменской области, входит в общину Нови-Пазар. Население составляет 297 человек.

## Политическая ситуация
В местном кметстве Правенци, в состав которого входит Правенци, должность кмета (старосты) исполняет Юсеин Ахмед Мехмед (Движение за права и свободы (ДПС)) по результатам выборов правления кметства.
Кмет (мэр) общины Нови-Пазар — Васил Еленков Тонев (Болгарская социалистическая партия (БСП)) по результатам выборов в правление общины.